# Rafael Belloso Chacín
Rafael Antonio Belloso Chacín fue un médico, escritor y político venezolano. Nació en Maracaibo, Zulia, el 24 de julio de 1897, 
Hijo de Rafael Belloso y Leonor Chacín.

## Infancia y juventud
Los primeros veinte años del presente siglo tuvieron en el joven Rafael Belloso Chacín a un ente dedicado al mayor grado de superación, que fue coronado con la culminación de sus estudios de bachillerato en el prestigioso Instituto Maracaibo, del Dr. Raúl Cuenca, liceo paridor de talentos que iluminaron más tarde el acervo cultural de esta región del Lago. 
Continuando con la misma perseverancia sus estudios, los exámenes científicos lo destacaron sobresaliente, obteniendo el 18 de julio de 1925, en el Paraninfo de la Universidad Central de Venezuela, en acto solemne, el título de Doctor en Ciencias Médicas. Miembro de la Casa de Hipócrates, Maracaibo lo admiró desde el primer momento, entregado a su noble profesión humanitaria. Responsable así para la formación de un nuevo hogar, contrajo esponsales con una distinguida dama zuliana de nombre Carmen Medina González, y de esa unión se levantó una prole que ha dignificado su memoria: sus hijos Rafael Segundo, Guillermo, Oscar, Leonardo, Linda, Elsa y Beatriz.

## Comienzos de Rafael Belloso Chacin
En 1936 fue distinguido Jefe de Servicio del Hospital de Chiquinquirá, de Maracaibo. En 1937, hizo irrupción en el espíritu del galeno una pasión ajena al sentimiento hipocrático, tomando parte en el ideal democrático que revolucionaba al país. Allí su colaboración personal y económica fue muy apreciable. En ese mismo año fue elegido Diputado al Congreso Nacional por el Estado Zulia. Fue también Concejal del Distrito Maracaibo. Llegó a desempeñar la dirección del Sindicato de Choferes, de esta localidad. 
Pero dado cuenta de que el sistema democrático de entonces quebrantaba sus principios y él no era hombre de componendas, abandonó el camino que se había trazado, no con poco perjuicio para su noble profesión, y regresó al ambiente puro de su labor humanitaria. Los maquiavelos de la política se encontraron desamparados de su gran colaborador y, como Judas Iscariote, trataron de quebrantar su recia personalidad, lo que les fue desde todo punto imposible de alcanzar. 
En 1942 vuelve a ser Jefe de Servicio del Hospital de Chiquinquirá. En 1943 es fundador y miembro No. 1 de la Sociedad Médico-Quirúrgica del Zulia y varias veces su secretario. Cuando el Hospital Quirúrgico y Maternidad de Maracaibo inició su labor asistencial, el Dr. Belloso fue nombrado Jefe de Servicio de la Maternidad, actividad que desempeñó hasta 1955, cuando presentó renuncia a ese cargo. En el Hospital Quirúrgico hubo noche en la que el Dr. Belloso llegó a practicar cuatro cesáreas; una vez empezó a aplicar el bisturí a las diez de la noche y terminó a las cuatro de la tarde del siguiente día. El Dr. Belloso fue fundador de la cátedra de Obstetricia de la Universidad del Zulia, en el año lectivo 1949-1950, y de Clínica Obstétrica en el año 1950-1951. Allí estuvo impartiendo sus conocimientos hasta 1955, cuando presentó su renuncia. 
En reconocimiento a esa gran labor docente, el Consejo Académico de la Universidad del Zulia le otorgó el título de profesor honorario de la Facultad de Medicina de la nombrada Universidad. Fue miembro fundador de la Academia de Medicina del Zulia; Presidente de la Cruz Roja Venezolana; médico Director del Asilo San José de la Montaña; miembro del Colegio de Médicos del Zulia, de la Federación Médica Venezolana y honorario de la Sociedad de Obstetricia y Ginecología de Venezuela. En el campo de la medicina se entregó con esmero al cuidado de la mujer y el niño; se dedicó a la gineco-obstetricia. En el transcurso de sus 49 años de servicios, atendió cerca de veinte mil partos y práctico unas cuatro mil operaciones quirúrgicas, entre ellas alrededor de trescientas cesáreas, poniendo en todos esos casos su gran capacidad médica. 

## Obras
El Dr. Belloso Chacín dejó una interesante bibliografía acerca de la toco-ginecología y publicó numerosos artículos, en su mayor parte en la revista de la Sociedad Médico-Quirúrgica del Zulia. 
Entre esos trabajos, se encuentran:
- "Tratamiento de la infección puerperal por la vacuna Delber"
- "Un Caso Grave de Tétanos"
- "Nota clínica sobre un caso de absceso de la región del ángulo maxilar superior derecho de origen dentario"
- "Critica del Diagnóstico de un Embarazo Tubario Complicado"
- "Sífilis y Embarazo"
- "Breve Nota sobre un Caso de Aborto Molar"
- "Embarazo ectópico"
- "Feto Momificado en la Cavidad Abdominal"
- "Tumores Placentarios"
- "Nota Clínica sobre el Tercer Caso de Cesárea Segmentaria Practicada en Venezuela"
- "A Propósito de un Caso de Tétanos"
- "Nota Clínica sobre un Caso de Adenitis Cervical Supurada en un Recién Nacido"
- "Un Nuevo Caso de Aborto Molar"
- "Sobre un Caso de un Raro Aborto"
- "Mola Vesicular"
- "Un Caso de Mola Vesicular de Rápida Evolución Clínica"
- "Un Caso de Atresia Congénita del Colon"
- "Embarazo y Fibroma"
- "A Propósito de un Caso de Hematocele Pelviano"
- "Cuándo Debe Apelarse en Obstetricia a la Vía Alta"
- "Procedimiento de Elección Según los Casos y las Circunstancias"
- "Contribución a la Práctica de las Cesáreas Segmentarias en Maracaibo"
- "Análisis de las Actividades del Servicio de Maternidad"
- "Operación Cesárea en el Hospital Quirúrgico y Maternidad de Maracaibo, en Colaboración"

Y muchos otros.

## Muerte y reconocimiento
El Dr. Rafael Belloso Chacín fue integrante de la promoción de los Dres. Julio Criollo hijo, Heberto Cuenca, Aza Gil, Eduardo Osorio, Marcucci Delgado y Luis Briceño Rossi. Fue médico general a domicilio, cuando se cobraba 5 bolívares por visita. Falleció en esta ciudad de Maracaibo el 10 de noviembre de 1971. El 28 de julio de 1983, los médicos de la Promoción "Dr. Adolfo D'Empaire" erigieron un busto en homenaje a la memoria del Dr. Rafael Belloso Chacín, en la avenida Universidad, entre las avenidas 12 y 13 de la Urbanización Maracaibo. El busto fue develado por la viuda del galeno recordado, doña Carmen Medina, y sus hijos. En este acto llevó la palabra, enalteciendo los méritos del homenajeado, el Dr. Tomás Rodríguez Rojas, quien dijo para terminar: 
"Al contemplar esta estatua recordamos siempre al viejo profesor con su pelo canoso, característico, con ese típico acento zuliano al expresarse, con su andar pausado, con aquella extraordinaria habilidad manual para diagnosticar y establecer la conducta obstétrica apropiada. Del maestro recordaremos su abundante y bien documentada producción de trabajos científicos." 